# Lista drumurilor județene din județul Giurgiu
Aceasta este o listă ce cuprinde toate drumurile județene aflate pe raza județului Giurgiu, așa cum au fost clasificate de Ministerul Transporturilor.
1  DJ 151E Limita Jud. Dâmbovița - Trestieni
2  DJ 401 Limita Jud. Ilfov - Dobreni - Vărăști - Valea Dragului - Herăști - Hotarele - DN 41
3  DJ 401A Limita Jud. Ilfov - Tântava - Mihai Vodă - Bolintin Deal - Bolintin Vale - Palanca - Stoenești - Găiseni - Carpenișu - Limita Jud. Dâmbovița
4  DJ 401B Limita Jud. Călărași (DN 4) - Herăști - DJ 401
5  DJ 404 Limita Jud. Dâmbovița - Brezoaia - Drăgăneasca - Florești - DJ 401A
6  DJ 411 Limita Jud. Călărași - Hotarele - Izvoarele - Teiușu - Mironești - Comana - Budeni - Brăniștari - Călugăreni - Crânguri - Singureni - Iepurești - Stâlpu - Bulbucata - Podu Doamnei - Clejani (DN 61)
7  DJ 412 Prundu (DN 41) - Gostinari - Colibași - Câmpurelu - Dobreni - Vărăști - Limita Jud. Călărași
8  DJ 412A DJ 411 - Gradiștea - Mogoșești - Varlaam - Adunații Copăceni - Dărăști Vlasca - Novaci - Popești - Mihăilești - Drăgănescu - Posta  - Buturugeni - Zorile - Hobaia - Ogrezeni - Malu Spart (DJ 601)
9  DJ 412B Drăgănescu (DJ 412A) - Podu Ilfovățului - Neajlovu - Sterea
10  DJ 412C Ogrezeni (DJ 412A) - Podișor - Bucșani - Obedeni - Uiești - Goleasca - DJ 601
11  DJ 413 DJ 603 - Halta CFR Mihai Bravu - DN 41
 
12  DJ 503 Giurgiu - Bălanu - Halta CFR Chiriacu - Halta CFR Toporu - Satu Nou - Limita Jud. Teleorman
 
13  DJ 503A DJ 503 - Halta CFR Oncești - Oncești - Radu Vodă - Izvoarele - Chiriacu - Cucuruzu - Răsuceni - Limita Jud. Teleorman
14  DJ 504 Giurgiu - Vieru - Hodivoaia - Putineiu - Limita Jud. Teleorman
15  DJ 504A Vieru (DJ 504) - Gogoșari - Ralești - Drăghiceanu - Izvoru
16  DJ 505 Cetățuia (DN 5C) - Gogoșari - Putineiu - Halta CFR Chiriacu - Izvoarele - Chiriacu - Valea Bujorului - DN 5B
17  DJ 506A Limita Jud. Teleorman - Toporu (DJ 503) 
18  DJ 507 Giurgiu - Oinacu - Braniștea - Gostinu
19  DJ 601 Limita Jud. Ilfov - Bolintin Deal - Bolintin Vale - Malu Spart - Roata Mica - Roata de Jos - Mârșa - Limita Jud. Teleorman
20  DJ 601A Limita Jud. Ilfov - Bâcu - Joița - Cosoba - Limita Jud. Dâmbovița
21  DJ 601D Limita Jud. Teleorman - Letca Veche - Limita Jud. Teleorman 
22  DJ 601E DJ 601 (Bolintin Vale) - Poenari - Ulmi - Trestieni
23  DJ 602 Limita Jud. Ilfov - Bâcu - Joița - Săbăreni - Limita Jud. Ilfov
24  DJ 603 Naipu (DN 6) - Schitu - Mirău - Stoenești - Ianculești - Uzunu - Mihai Bravu - Comana (DJ 411)
25  DJ 611 Roata de Jos (DJ 601) - Sadina - Cartojani - Limita Jud. Teleorman 
26  DJ 612 Milcovățu (DN 61) - Limita Jud. Teleorman
 

## Vezi și
- Lista drumurilor județene din România